# Charlotte Corday
Marie-Anne Charlotte Corday d'Armont (Saint-Saturnin-des-Ligneries, Normandia, 27 de julho de 1768 – Paris, 17 de julho de 1793) entrou para a história ao assassinar, duma forma premeditada, um dos mais importantes defensores da Revolução Francesa, Jean-Paul Marat, instaurada na França pelos jacobinos de quem ele era um dos principais instigadores.

## Biografia

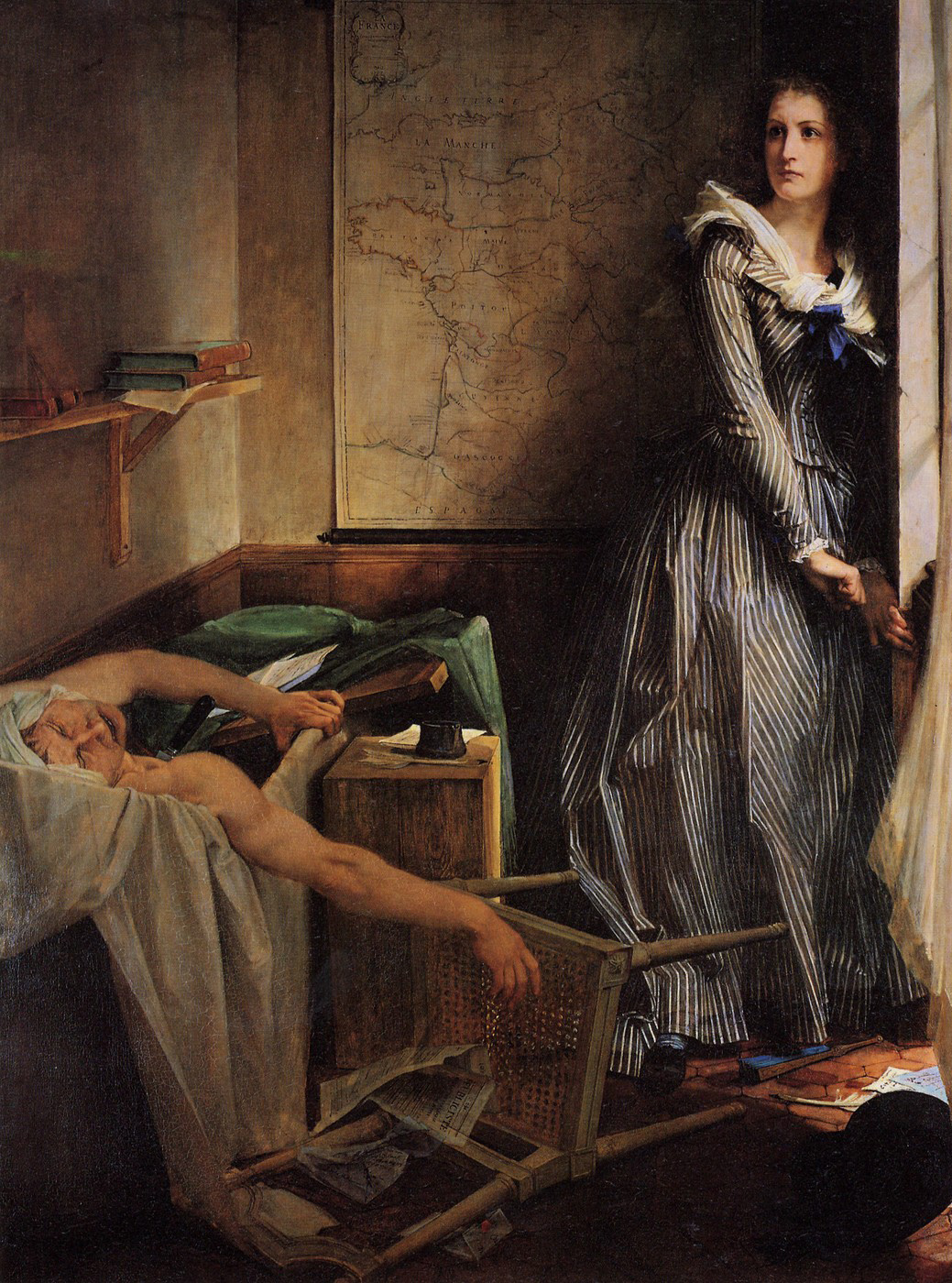
Charlotte Corday depois de matar Marat, pintura de Paul Jacques Aimé Baudry.

Natural de Saint-Saturnin-des-Ligneries, Charlotte de Corday era descendente de uma família da aristocracia da Normandia.
Educada em um Convento Católico-Romano em Caen, ela mesma se considerava uma devota dos ideais católico-iluministas de sua época, e foi de grande suporte oposição à Revolução Francesa em 1789.
Quando a notícia da morte do rei correu a cidade, em plena Revolução Francesa, ela ficou horrorizada. Mais ainda porque uma guilhotina tinha sido instalada na praça Saint-Sauveur, em Caen. Denunciado Marat como o autor intelectual da Revolução pelo Partido Girondino.
Após isso ela pediu um passe de autorização para ir a Paris. Em 8 de julho de 1793, sabendo os riscos que estava correndo, escreveu uma carta de despedida ao pai. 
Após duas tentativas frustradas, às vésperas do 4.º aniversário da Tomada da Bastilha mais precisamente sábado à noite, 13 de julho, Corday bate à porta de número 30 da rue des Cordeliers (atualmente 22 rue de l’École de Médicine), residência de Jean-Paul Marat, Deputado da Convenção. Como Marat sofria de uma doença de pele cujos ardores somente se aliviavam com prolongados banhos de imersão, razão pela qual não recebia visitas com muita frequência. Charlotte tinha em mãos o que dizia ser uma lista de nomes daqueles que discordavam da Revolução, provavelmente com os nomes de amigos e parentes. Pegando uma faca, cravou-a no coração de Marat, que antes de morrer implorou Aidez, ma chère amie! (Ajude-me, cara amiga!).

## Do julgamento de Charlotte Corday
Jean-Paul Marat: Entre as várias profissões que Marat teve se inclui a de físico, médico, jornalista entre outras atribuições. Ficou conhecido como o Amigo do Povo, devido ao seu jornal, e por levar os inimigos da RF à guilhotina, e não ter piedade, gostando de dizer que estes inimigos deveriam ter seu sangue escorrendo sobres as ruas francesas. Ele era um radical e tinha muita influência sobre o povo. Ele tinha um eczema e por isso tinha que ficar numa banheira cheia de água com ervas medicinais para aliviar a dor, e assim passava boa parte do seu tempo e foi na casa de banho mesmo que ele morreu. Charlotte o matou na banheira. Ele não era francês. 
Proscrição dos deputados girondinos: Marat foi levado ao Tribunal Revolucionário para ser julgado por uma acusação feita pelos girondinos. Só que eles não esperavam que Marat fosse, literalmente, carregado pelo povo até à tribuna e fosse, depois de uma longa, mui longa votação absolvido. Depois deste evento Marat, que já era um inimigo dos girondinos, estava chateado com eles, de modo sanguinário. Ele começou a incitar a perseguição a esses deputados que o acusaram, os girondinos, consequentemente estes são presos, e basicamente expulsos das tribunas da convenção e foram parar em Caen, na Normandia. E essa cidade é justamente onde mora Charlotte Corday. Essa proscrição dos deputados girondinos é conhecida como a Jornada de 31 de maio a 02 de junho de 1793. E Charlotte Corday, ao ler o jornal que anunciava a proscrição dos girondinos tem seu ápice para matar Marat, além do que ele, é uma das personalidades com maior influência sobre as mortes na França, ele dizia quem perseguir, qualquer coisa, nem que seja uma mera opinião diferente sobre a RF era digna da navalha nacional, ele era um radical, ele queria literalmente ver cabeças rolando sobre a Praça da Revolução. 
Charlotte Corday planeja tudo sozinha, consegue com um cocheiro o endereço de Marat, instala-se na quinta-feira no hotel da Providência, compra uma faca que estava exposta na vitrine de uma loja, e esta seria sua arma. Vai até à casa de Marat, mas é impedida de entrar pela sua companheira, mas depois chama a atenção de Marat e consegue entrar em sua casa, como pretexto de ter em suas mãos, perseguidores que seriam traidores da França. Ele pega os nomes, os dois estão na casa de banho, porque Marat ficava boa parte dos seus dias na banheira devido sua doença, ele diz após anotar esses supostos nomes que eles seriam executados, iriam à guilhotina de imediato. Para Corday isso definiria a sua sorte, ela enfia a faca em seu peito perfurando a carótida e parte do pulmão. Marat grita em agonia. As mulheres na casa gritam. Os vizinhos escutam e observam Corday, a assassina tentando fugir,  uma multidão se forma e querem a cabeça de Corday, e a querem agora. Mas Charlotte é protegida e pega em flagrante e levada para a prisão da Abadia, onde espera seu julgamento, que a propósito acontecerá 4 dias depois do crime.

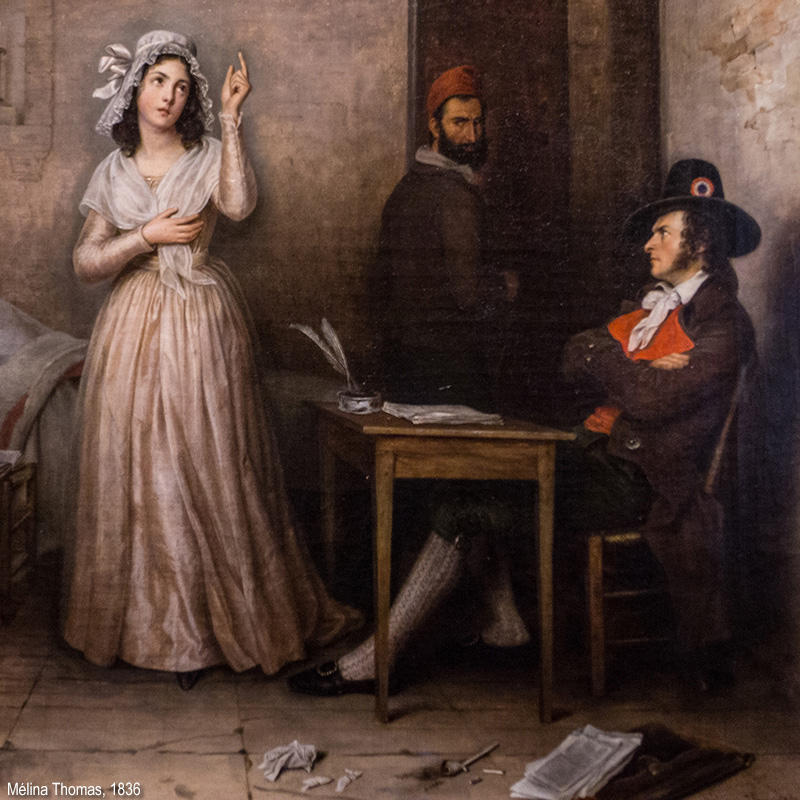
Charlotte Corday questionada na prisão, (Museu da Revolução Francesa).

Após o célebre funeral de Marat, o processo de Charlotte tem início. Depois de passar pelo primeiro interrogatório, ela é conduzida para a prisão da Abadia. No dia 16 de julho, o oficial da Audiência se dirige até à prisão onde Charlotte está a fim de transferi-la para Concierge, onde a mesma será interrogada. Porém, antes, ela se apresenta ao presidente Montané e ao acusador público Fouquier-Tinville. A ré carrega um semblante tranquilo, não tenta se esquivar das acusações e deixa claro que sua intenção desde o início sempre foi assassinar Marat. Entretanto, os acusadores acreditam que havia outro alguém que pudesse ter desenvolvido o crime. Eles aconselham que Charlotte escolha um advogado para si e o Tribunal defere o pedido de transferência de sua prisão.
No dia 17 de julho, Charlotte é levada ao Tribunal e Montané faz a abertura da audiência. Dessa forma, o escrivão lê a ata de acusação, logo em seguida ele dá início a um interrogatório da acusada. Chega, então, a primeira testemunha: Simonne Évrard, amante de Marat. Ela conta como teria sido a entrada de Corday em sua casa e que depois teria encontrado Marat morto. Chama ainda Laurent Bas, o moço dos recados; Jeannette Maréchal, a cozinheira de Marat, a qual avistou Marat ensanguentado na banheira. Seu depoimento é confirmado por Catherine Évrard e por Pain, após os testemunhos Charlotte confirma todos, além disso, Montané faz perguntas a respeito da relação de Charlotte com os girondinos e o porquê de ter cometido tal crimes, o qual a acusadora responde:
Matei um homem — exclama ela — para salvar cem mil; um celerado para salvaguardar inocentes; um animal feroz para dar paz ao meu país. Aliás, era um açambarcador de prata; […] 
Trazem mais testemunhas para depor, dentre elas estava Fauchet, um girondino que já havia sido preso. Enfim, depois de ter ouvido cada testemunha, Montané decide que as provas de sua culpa são suficientes para montar o júri. As provas do crime são apresentadas a Charlotte e ela confirma que são suas. Fouquier-Tinvilee, o acusador, sugere ao advogado de Charlotte que ele use a loucura da ré como argumento, visto que assim agradaria tanto o Tribunal como a multidão. Surge a ideia de fazer com que a defesa alegue loucura de Charlotte ao cometer o crime, mas isso é negado pelo seu defensor que acredita que isso iria desagradar Corday, e faria de seu ato algo insano e tiraria sua honra. Para Charlotte, Lagarde, seu defensor, não a ter rebaixado foi um motivo para sorrir antes da sentença. Seu defensor, então, começa seu discurso baseado no fanatismo político, o qual parece agradar Charlotte. Faz-se as habituais perguntas aos jurados nas quais fica concordado que Charlotte era a assassina de Marat. Founquier pede novamente a pena de morte e Montané proclama a condenação: — Marie-Anne-Charlotte Corday, sois condenada à pena de morte. O Tribunal ordena que sejais conduzida ao local da execução vestida com uma camisa vermelha. Os vossos bens serão para a República. E a presente sentença será, por diligência do acusador público, executada na Praça da Revolução.
Antes de voltar a sua cela, ela pede para conversar com Chaveau-Lagarde, seu advogado, e o agradece pela tão singela e delicada defesa. Acrescenta que seus bens serão usados para pagar sua despesa na prisão.
Não acharam nenhum cúmplice de Charlotte Corday; (ela fez tudo sozinha) 
ALGUMAS OBSERVAÇÕES: Charlotte não nega o crime; Durante boa parte do julgamento surgem perguntas sobre os deputados girondinos que estão em Caen. Ela em nenhum momento admite outra pessoa envolvida no crime. Demonstra confiança e não se arrepende, pois acredita que matando Marat libertava a França de um animal sedento de sangue. Como ela mesma disse: “Matei um homem para salvar 100 000 um celerado para salvar inocentes, um animal feroz para dar paz ao seu país”.

## Da sentença
Executada em 17 de julho de 1793 na Praça da Revolução. Seus bens são confiscados.